# Ottlilienfeldský dům
Ottlilenfeldský dům (čp. 79) je historický měšťanský dům na hlavním náměstí v Kadani. Ze dne 30. září na 1. října v něm nocoval císař Josef II. při své návštěvě v Kadani. Od roku 1958 je chráněn jako kulturní památka ČR.

## Historie

Barokní socha svaté Barbory na fasádě Ottlilienfeldského domu

Dům byl vystavěn již někdy na přelomu 13. a 14. století a krátce na to získal privilegium a stal se domem právovárečným. Od roku 1539 jej vlastnil kadaňský měšťan Hieronymus Clement, který jej dle pramenů zakoupil od Reginy, vdovy po zesnulém Wolfovi z Příkopu. V letech 1567 až 1570 se stal dům majetkem Cyriaka Kirwitzera (předek jezuitského misionáře z Kadaně Václava Pantaleona Kirwitzera), tato významná měšťanská rodina jej pak s krátkou přestávkou vlastnila až do roku 1580. V roce 1631 a poté znovu roku 1635 dům vyhořel a ještě o šest let později jej městské kroniky zmiňují jako spáleniště. Jeho majitelkou byla tehdy Zuzana Bährová, manželka primátora Salomona Bähra z Jirkova. Rokem 1742 se stal dům majetkem Franze Maxmiliana Kölsche z Kölschsheimu. Ten byl berním výběrčím Žateckého kraje a příslušníkem nobilitované měšťanské rodiny, která měla ve svém erbu zlatý trojlístek a rytíře s taseným kordem. Dům opět podlehl požáru roku 1746, kdy velký požár schvátil několik domů na kadaňském hlavním náměstí v prostoru mezi Katovou uličkou a děkanským kostelem Povýšení svatého Kříže. Vlastnictví domu převzal v roce 1762 Ignaz z Ottlilienfeldu. Jeho otec, Jakob Ignaz Otto z Ottlilienfeldu, kadaňský měšťan a císařský výběrčí nápojové daně na Kadaňsku, byl roku 1732 povýšen císařem Karlem VI. do šlechtického stavu. Jako znak používala jeho rodina čtvrcený štít s prvním a čtvrtým polem v barvě stříbrné a šesti červenými srdci, ve druhém a třetím modrém poli pak se stříbrnou lilií a čtyřmi zlatými růžemi. Jeho syn Ignaz byl dlouholetým krajským hejtmanem žateckým a v domě na kadaňském náměstí, tou dobou nazývaným již jako dům Ottlilienfeldský, 9. října 1792 zemřel. Na přelomu 19. a 20. století fungovala v domě také soukromá hudební škola, kterou provozovala Anna Letzová. Do roku 1945 byla vlastníkem domu rodina Heroldových. 
Dne 30. září 1779 Kadaň navštívil císař Josef II. doprovázený polním zbrojmistrem hrabětem Karlem Pellegrinim, generálem Maximilianem Ulyssem von Brownem a čtyřmi štábními důstojníky a ubytoval se právě v Ottlilienfeldkém domě, kde bydlel krajský hejtman. Tuto návštěvu připomíná litinová socha na Studentském náměstí (dříve Josefské) a pamětní deska umístěná na fasádě Ottlilienfeldského domu. Do fasády domu jsou navíc vsazeny dvě sochy, a sice socha svaté Barbory a svatého Floriána.